# Deviation (Navigation)

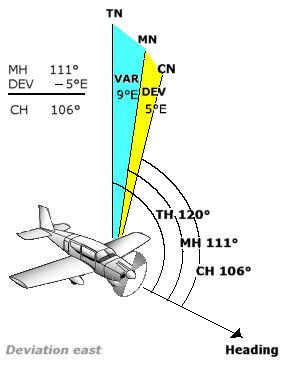
Östliche Deviation

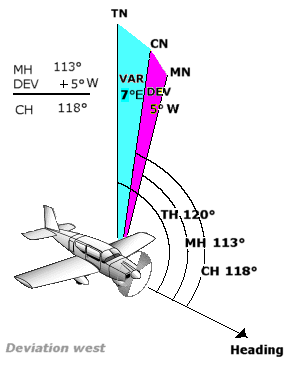
Westliche Deviation

Die Deviation oder Ablenkung (englisch deviation, DEV) ist eine zusätzlich zur magnetischen Deklination zu beachtende Ablenkung eines Magnetkompasses, die mit Störfeldern in der Umgebung des Messpunktes zusammenhängt. Sie wird nach ihrer wichtigsten Ursache auch Fahrzeugmagnetismus genannt.

## Definition
Die Deviation (lat. für Abweichung) entspricht dem Winkelunterschied zwischen der Richtung, in die eine fehlerfreie Magnetnadel zeigt, die nur vom Magnetfeld der Erde (MN) beeinflusst ist, und der Richtung, in die sich eine Magnetnadel dreht, die sowohl vom Erdmagnetfeld als auch vom Magnetfeld des Flugzeugs oder des Schiffes beeinflusst wird.

## Ursachen
Die Nähe von kobalt-, nickel- und eisenhaltigen (genauer: ferromagnetischen) Gegenständen (Schlüsselbund, Metallbrille, Fahrrad, Auto, Stahlschiff, Eisenbahn) führt zu einer veränderten Richtung der magnetischen Feldlinien, an denen sich die Magnetkompassnadel ausrichtet. Daher unterliegen Kompasse, die auf Fahrzeugen mit ferromagnetischen Materialien verwendet werden, zwangsläufig deren störender Einflüsse. Sind diese nicht zufällig gleichmäßig um den Kompass herum verteilt, ist ein systematischer Fehler in der Richtungsmessung die Folge. Auch Stromkreise in Flugzeugen oder Schiffen erzeugen Magnetfelder, vor allem wenn Gleichstrom durch die Drähte fließt.
Zusätzlich gibt es zyklische, vom Kurs abhängige Effekte, deren Einfluss auf den Kompass sich mit der Richtung verändert, in die das Fahrzeug „schaut“.
Ein Gefährt, sei es Flugzeug, Fahrzeug oder Schiff, kann in Bezug auf die erdmagnetische Kraft die verschiedensten Richtungen annehmen, wobei sich die Richtung und die Stärke des fahrzeug-eigenen magnetischen Feldes ändert. Deshalb nimmt die Größe und Richtung der Deviation des Kompasses auf verschiedenen Kursen unterschiedliche Werte an, die sich vorwiegend mit den Perioden 360°, 180° und 90° wiederholen. Sie werden deshalb ganz-, halb- und viertelkreisig genannt und können aus sorgfältigen, überbestimmten Messungen herausgefiltert werden.

## Entdeckung der Deviation
Die Änderungen des Magnetfeldes durch die Deviation erfolgen nach bestimmten Gesetzen, die zuerst von Matthew Flinders gefunden wurden. Siméon Denis Poisson stellte bald darauf die Deviation in mathematischer Form dar.

## Verringerung der Deviation

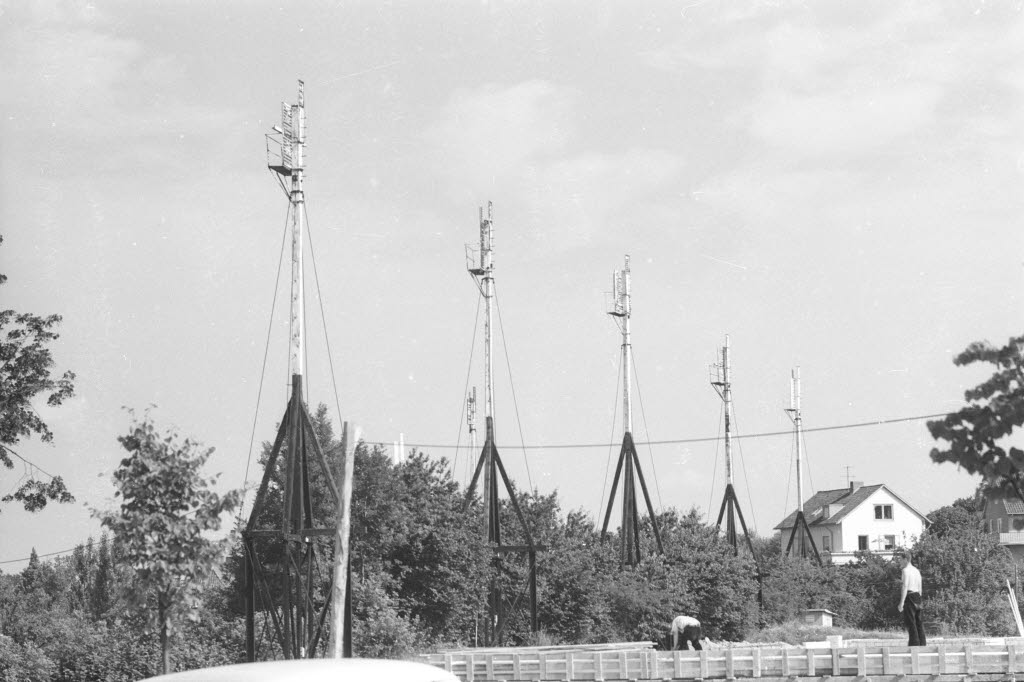
Deviationsbaken für die Kompasskompensation

Eine mögliche Maßnahme gegen die Deviation besteht darin, einen Mutterkompass an einer Stelle zu montieren, die besser als die Brücke beziehungsweise das Cockpit geeignet ist. Ansonsten beziehungsweise darüber hinaus kann die Deviation durch zusätzlich angebrachte und in der Regel verstellbare, kleine Magnete oder Eisenmassen verringert werden (magnetische Kompensation). Hierbei helfen etwa in Häfen aufgestellte Deviationsbaken, deren korrekte Peilung bekannt ist, und die so die Abweichung aufdecken bzw. die erreichte Kompensation darstellen. Die restliche Abweichung wird in einer so genannten Deviationstabelle festgehalten, aus der man für jede Kursrichtung die nötige Korrektur entnehmen kann.

## Deviation in der Praxis
Wenn im Cockpit eines Flugzeugs ein Gerät eingebaut oder demontiert wird, kann das einen Einfluss auf die Deviation der Kompassnadel haben. Daher muss die Deviation nach bedeutenden Änderungen am Flugzeug neu bestimmt werden. Dieses geschieht in Schritten von 30°. Die Ergebnisse der Deviationsbestimmung werden in einer Deviationstabelle verzeichnet, welche für den Flugzeugführer gut ersichtlich in Kompassnähe aufgehängt wird.

## Sondersituation bei Schiffen
Bei Schiffen aus Stahl ist eine spezielle Situation gegeben. Der gesamte (riesige) eiserne Schiffskörper wird infolge der erdmagnetischen Kraft zu einem Magneten, dessen Achse in Richtung des magnetischen Meridians liegt. Von dem auf Stapel liegenden Schiff wird ein Teil dieses Gesamtmagnetismus durch die Erschütterung des Hämmerns dauerhaft aufgenommen. Das ist als permanenter Magnetismus des Schiffes bekannt. Die Achse des permanentmagnetischen Anteils des Gesamtmagnetismus bleibt auch später unverändert, wenn das Schiff eine andere Lage zum magnetischen Meridian annimmt.
Ein anderer Teil, insbesondere der in den weicheren Eisenmassen vorhandene Magnetismus, verändert seine Induktionsrichtung stets mit dem Wechsel der Meridianrichtung. Dieser Teil des Gesamtmagnetismus heißt flüchtiger Magnetismus. Hier findet die Richtungsänderung jedoch nicht immer instantan, sondern erst allmählich statt. Dafür führte Robert Koldewey den Begriff remanenter Magnetismus ein.

## Navigatorische Behandlung
Die Deviation (DEV) wird wie die Ortsmissweisung (VAR) mit OST (+) oder WEST (-) bezeichnet.
Liegt Kompass-Nord (englisch compass north, CN) östlich von missweisend Nord (englisch magnetic north, MN), so handelt es sich um eine östliche Deviation (englisch east deviation).
Eine östliche Deviation muss immer vom missweisenden (Steuer)Kurs (mwK, englisch magnetic heading, MH) abgezogen werden, um den Kompasskurs (englisch compass heading, CH) zu erhalten. Genau umgekehrt verhält es sich mit der westlichen Deviation. Diese muss zum MH hinzugezählt werden. Es ergibt sich dann der auch in der (See-)Karte zu findende Kompasskurs (CH).
Bei der Deviation gilt ähnlich wie auch bei der Variation der Merkspruch:

„West is best (+!), East is least (-!)“

Eine östliche Deviation ist, wie bereits angeführt, positiv, da ein Winkel im Uhrzeigersinn als positiv definiert wird. Eine westliche Deviation ist entsprechend negativ. Obigen Spruch kann man auch mathematisch formulieren: {\displaystyle -(DEV)}. Ist die Deviation östlich so wird sie vom missweisenden Steuerkurs (magnetic heading) abgezogen: {\displaystyle -(+5)=-5}.
Ist sie westlich muss sie addiert werden: {\displaystyle -(-5)=+5}.
In der Navigation hat sich dafür folgende Eselsbrücke eingebürgert:

„Vom falschen zum richtigen Kurs mit dem richtigen Vorzeichen,

vom richtigen zum falschen Kurs mit dem falschen Vorzeichen!“

Beispielrechnung
{\displaystyle {\begin{aligned}MH-DEV&=CH\\10-(+1)&=9^{\circ }\end{aligned}}}